# Rajd Dakar

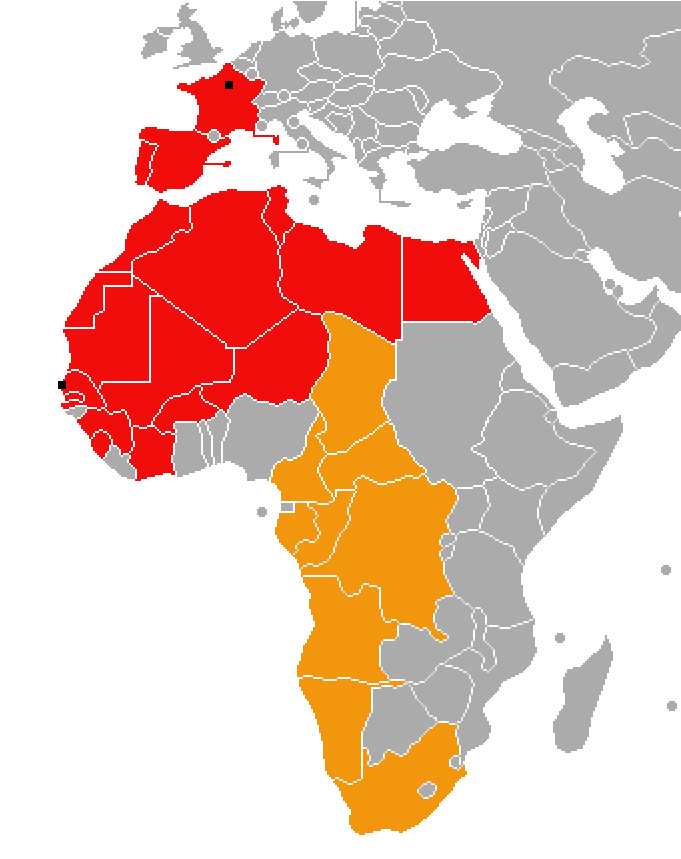
Kraje, przez które prowadził rajd Paryż–Dakar (oba miasta zaznaczono czarnymi kwadratami, a na pomarańczowo kraje przebyte w 1992 roku, na trasie rajdu do Kapsztadu w RPA)

Rajd Dakar (dawniej Rajd Paryż–Dakar) – doroczny rajd terenowy organizowany obecnie przez Amaury Sport Organisation na początku roku, dostępny również dla amatorów (którzy stanowią około 80% uczestników).
Jest to rajd terenowy, rozgrywany w o wiele trudniejszych warunkach niż rajdy płaskie – zawodnicy podróżują przez pustynię, a długość odcinków specjalnych sięga kilkuset kilometrów dziennie. Z tego powodu używa się pojazdów terenowych, znacznie wytrzymalszych od tych używanych w rajdach płaskich.
Od początku rajdu zawodnicy ścigają się w dwóch klasach – samochody i motocykle, natomiast w klasie ciężarówki od 1980 r. (bez roku 1989). W 2009 r. zadebiutowała nowa klasa – quady.

## Historia i trasa
Historia rajdu sięga roku 1977, kiedy Francuz Thierry Sabine zgubił się na pustyni w Libii podczas rajdu Abidżan-Nicea. Urzeczony pustynią uznał, że miejsce to jest idealne do rozgrywania rajdów. Pierwotnie trasa rajdu wiodła z Paryża we Francji do Dakaru w Senegalu z przeprawą promową przez Morze Śródziemne, jednak ze względu na różne czynniki, w tym zawirowania polityczne, rajd zmieniał lokalizację zarówno startu, jak i mety. Ostatni raz rajd Paryż – Dakar odbył się w 2001 r. Kolejnymi edycjami były rajdy:

| Rok  | Trasa                                     | Dystans             | Odcinki specjalne   | Liczba startujących | Dotarło do mety                               | Uwagi |
| ---- | ----------------------------------------- | ------------------- | ------------------- | ------------------- | --------------------------------------------- | --- |
| 1979 | Paryż – Dakar                             | 10 000 km           | 3 168 km            | 182 pojazdy         | 74 pojazdy                                    | Trasa wiodła przez Algierię, Niger, Mali i Burkina Faso. |
| 1980 | Paryż – Algier – Dakar                    | 10 000 km           | 4 059 km            | 216 pojazdów        | 81 pojazdów                                   | Rajd trwał od 1 do 23 stycznia 1980. |
| 1981 | Paryż – Algier – Dakar                    | 6 263 km            | 3 357 km            | 291 pojazdów        | 91 pojazdów                                   | Rajd otrzymał certyfikat FIA. |
| 1982 | Paryż – Algier – Dakar                    | 10 000 km           | 5 963 km            | 385 pojazdów        | 127 pojazdów                                  | |
| 1983 | Paryż – Algier – Dakar                    | 12 000 km           | 5 210 km            | 385 pojazdów        | 123 pojazdy                                   | |
| 1984 | Paryż – Algier – Dakar                    | 12 000 km           | 5 882 km            | 427 pojazdów        | 148 pojazdów                                  | |
| 1985 | Paryż – Algier – Dakar                    | 14 000 km           | 7 470 km            | 552 pojazdy         | 146 pojazdów                                  | |
| 1986 | Paryż – Algier – Dakar                    | 15 000 km           | 7 731 km            | 486 pojazdów        | 100 pojazdów                                  | W katastrofie helikoptera zginął Thierry Sabine – główny pomysłodawca i organizator rajdu. |
| 1987 | Paryż – Algier – Dakar                    | 13 000 km           | 8 315 km            | 539 pojazdów        | 124 pojazdy                                   | Po raz pierwszy w rajdzie wzięli udział polscy zawodnicy (dwie ciężarówki Jelcz). |
| 1988 | Paryż – Algier – Dakar                    | 12 874 km           | 6 605 km            | 603 pojazdy         | 151 pojazdów                                  | Ponad 600 uczestników (rekord). Na jednym z pierwszych etapów odpadła ich rekordowa liczba – ok. 100. |
| 1989 | Paryż – Tunis – Dakar                     | 10 831 km           | 6 605 km            | 473 pojazdy         | 209 pojazdów                                  | Trasa rajdu zmieniona: ominięto Algierię, z Francji transport do Tunisu. |
| 1990 | Paryż – Trypolis – Dakar                  | 11 420 km           | 8 564 km            | 465 pojazdów        | 133 pojazdy                                   | Trasa rajdu zmieniona: ominięto Algierię, z Francji transport do Trypolis. Udział polskiego kierowcy Andrzeja Kopera. |
| 1991 | Paryż – Trypolis – Dakar                  | 9 186 km            | 6 747 km            | 406 pojazdów        | 174 pojazdy                                   | |
| 1992 | Paryż – Kapsztad                          | 12 427 km           | 6 263 km            | 332 pojazdy         | 169 pojazdów                                  | Duże zmiany w trasie rajdu – za sprawą Gilberta Sabina (ojca Thierriego) prowadziła ona przez Afrykę i skończyła się w RPA (zmiana nazwy „Paryż – Le Cap”). Po raz pierwszy pojawia się technologia GPS. |
| 1993 | Paryż – Dakar                             | 8 877 km            | 4 476 km            | 153 pojazdy         | 67 pojazdów                                   | Kryzys rajdu. Gilbert Sabine sprzedał prawa do organizacji Amaury Sport Organisation Group (ASO). |
| 1994 | Paryż – Dakar – Paryż                     | 13 379 km           | 4 446 km            | 259 pojazdów        | 114 pojazdów                                  | Nowym dyrektorem rajdu został Claude Fenouil, który wytyczył nową trasę rajdu Paryż-Dakar-Paryż. Jeden z odcinków prowadził przez piaszczystą pustynię w Mauretanii, nieprzebytą dotąd przez pojazd mechaniczny. Trasę tę pokonały jedynie dwa Mitsubishi Pajero, co zajęło im 30 godzin. Nie przyniosło im to jednak sukcesu, gdyż odcinek został unieważniony, a wyczerpane załogi Mitsubishi musiały wycofać się z rajdu. Nowy dyrektor Dakaru stracił posadę. |
| 1995 | Grenada – Dakar                           | 10 109 km           | 5 725 km            | 205 pojazdów        | 103 pojazdy                                   | Nowym dyrektorem imprezy został trzykrotny zwycięzca rajdu Hubert Auriol |
| 1996 | Grenada – Dakar                           | 7 579 km            | 6 179 km            | 295 pojazdów        | 121 pojazdów                                  | |
| 1997 | Dakar – Agadez – Dakar                    | 8 049 km            | 6 509 km            | 280 pojazdów        | 141 pojazdów                                  | Do historii przeszła Jutta Kleinschmidt, wygrywając jako pierwsza kobieta odcinek specjalny i plasując się na wysokim piątym miejscu w końcowej klasyfikacji |
| 1998 | Paryż – Grenada – Dakar                   | 10 593 km           | 5 219 km            | 349 pojazdów        | 104 pojazdy                                   | |
| 1999 | Grenada – Dakar                           | 9 393 km            | 5 638 km            | 297 pojazdów        | 110 pojazdów                                  | |
| 2000 | Dakar – Kair                              | 7 863 km            | 5 012 km            | 401 pojazdów        | 225 pojazdów                                  | Po sześciu etapach rajd został wstrzymany na terenie Nigru z powodu zagrożenia terrorystycznego; organizatorzy przerwali rywalizację na pięć dni, za ok. 1,5 mln dolarów zorganizowali most powietrzny do Libii; trzy samoloty transportowe An-124 Rusłan przerzuciły cały sprzęt i bagaż odbywając 18 dziesięciogodzinnych lotów |
| 2001 | Paryż – Dakar                             | 10 219 km           | 6 180 km            | 358 pojazdów        | 141 pojazdów                                  | Rajd wygrywa pierwsza kobieta Jutta Kleinschmidt |
| 2002 | Arras – Madryt – Dakar                    | 9 436 km            | 6 486 km            | 425 pojazdów        | 132 pojazdy                                   | |
| 2003 | Marsylia – Szarm el-Szejk                 | 8 552 km            | 5 216 km            | 490 pojazdów        | 186 pojazdów                                  | Na granicy libijsko-egipskiej pod ciężarówką serwisową zespołu motocyklowego KTM wybuchła mina, ale nikt z załogi nie ucierpiał; kolejne pojazdy zostały zatrzymane, a saperzy przez noc sprawdzili trasę przejazdu na tym odcinku |
| 2004 | Clermont-Ferrand – Dakar                  | 9 507 km            | 4 636 km            | 595 pojazdów        | 163 pojazdy                                   | |
| 2005 | Barcelona – Dakar                         | 9 039 km            | 5 433 km            | 688 pojazdów        | 215 pojazdów                                  | |
| 2006 | Lizbona – Dakar                           | 9 043 km            | 4 813 km            | 474 pojazdy         | 195 pojazdów                                  | |
| 2007 | Lizbona – Dakar                           | 7 915 km            | 4 309 km            | 525 pojazdów        | 301 pojazdów                                  | |
| 2008 | Lizbona – Dakar                           | 9 273 km            | 5 736 km            | 570 pojazdów        | odwołany z powodu zagrożenia terrorystycznego | odwołany z powodu zagrożenia terrorystycznego |
| 2009 | Buenos Aires – Valparaíso – Buenos Aires  | 9 578 km            | 5 591 km            | 530 pojazdów        | 268 pojazdów                                  | Rajd po raz pierwszy organizowany w Ameryce Południowej |
| 2010 | Buenos Aires – Antofagasta – Buenos Aires | 9 030 km (8 937 km) | 4 810 km (4 717 km) | 373 pojazdy         | 187 pojazdów                                  | |
| 2011 | Buenos Aires – Arica – Buenos Aires       | 9 605 km (9 470 km) | 5 007 km (5 020 km) | 413 pojazdów        | 203 pojazdy                                   | |
| 2012 | Mar del Plata – Copiapó – Lima            | 8 373 km            | 4 191 km (4 406 km) | 471 pojazdów        | 246 pojazdów                                  | Szósty etap został odwołany z uwagi na śnieżycę w Andach. |
| 2013 | Lima – San Miguel de Tucumán – Santiago   | 8 529 km (8 424 km) | 4 155 km (4 147 km) | 459 pojazdów        | 302 pojazdy                                   | |
| 2014 | Rosario – Salta – Valparaíso              | 9 374 km (8 733 km) | 5 522 km (5 228 km) | 431 pojazdów        | 204 pojazdy                                   | |
| 2015 | Buenos Aires – Iquique – Buenos Aires     | 9 295 km            | 4 752 km            | 406 pojazdów        | 207 pojazdów                                  | |
| 2016 | Buenos Aires – Salta – Rosario            |                     |                     | 347 pojazdów        | 215 pojazdów                                  | |
| 2017 | Asunción – La Paz – Buenos Aires          |                     |                     |                     |                                               | |
| 2018 | Lima – La Paz – Cordoba                   | 8 792 km            | 4 339 km            | 335 pojazdów        | 184 pojazdy                                   | |
| 2019 | Lima – Lima                               |                     |                     | 334 pojazdy         | 180 pojazdów                                  | |
| 2020 | Dżudda – Al Qiddiya                       | 7855 km             | 5096 km             | 332 pojazdy         |                                               | Rajd pierwszy raz w Azji |
| 2021 | Dżudda – Ha’il                            |                     |                     | 310 pojazdów        | 206 pojazdów                                  | |
| 2022 | Ha’il – Dżudda                            |                     |                     | 409 pojazdów        | 320 pojazdów                                  | |
| 2023 | Janbu – Ad-Dammam                         |                     |                     | 370 pojazdów        |                                               | |
| 2024 | Al-Ula – Janbu                            | 7670 km             | 4632 km             | 340 pojazdów        | 239 pojazdów                                  | Pierwszy raz przeprowadzono odcinek w formacie 48h Chrono |

## Pojazdy

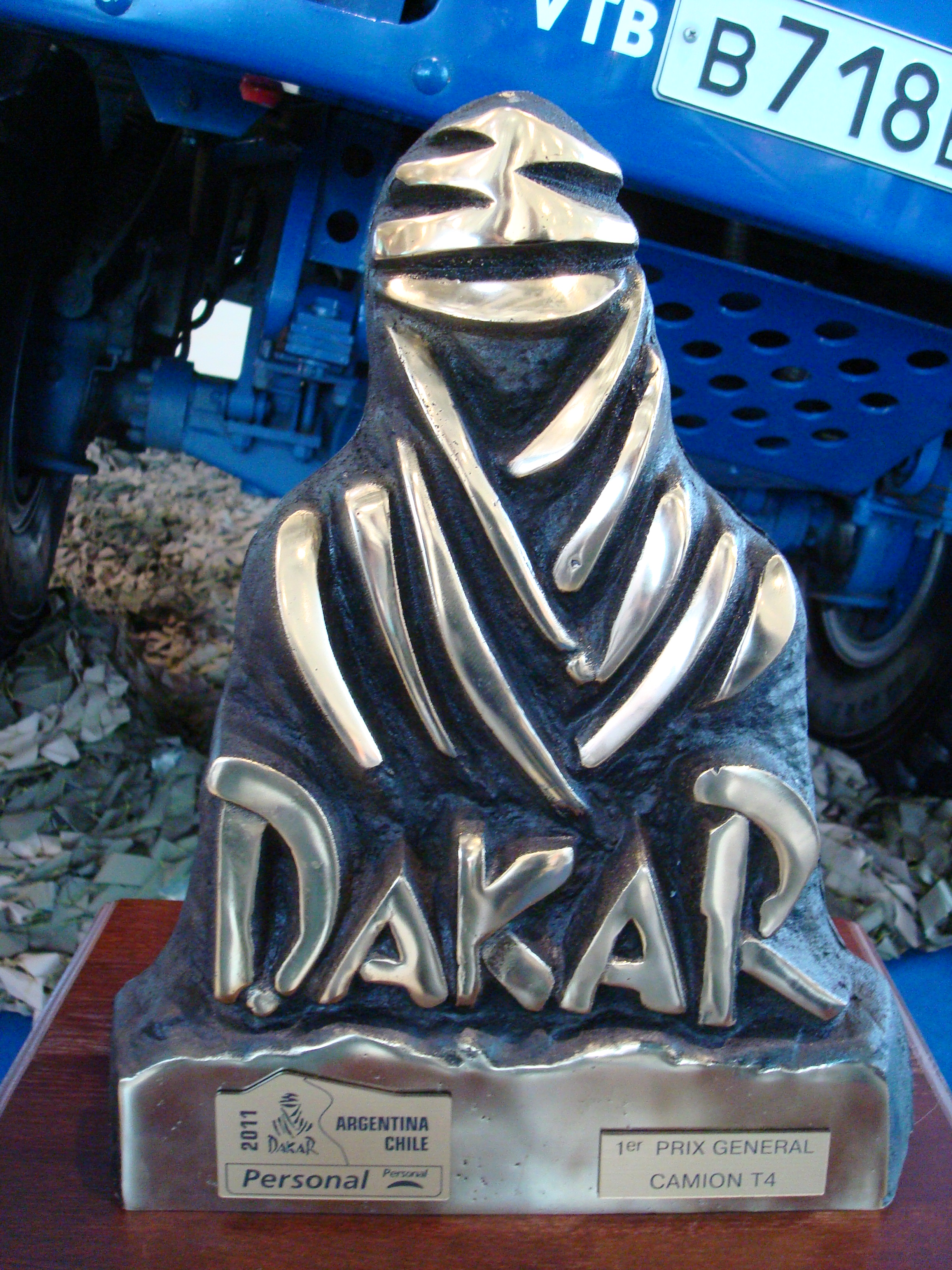
Beduin – nagroda główna za zwycięstwo w rajdzie

Pięć podstawowych klas, w jakich rywalizują zawodnicy, to:
- motocykle (włączając w to motocykle z wózkiem bocznym)
- quady (oddzielna klasa od roku 2009, wycofana po 2024)
- samochody (T1+, T1, T2)
- prototypy SSV (T3)
- SSV (T4)
- ciężarówki (T5)

Od 2021 rywalizacja toczy się także w klasyfikacji Dakar Classic, w której mogą startować samochody i ciężarówki zbudowane przed rokiem 2000.
Wielu producentów traktuje rajd jako poligon doświadczalny dla swoich konstrukcji, starając się dowieść ich wytrzymałości, jednak większość pojazdów jest znacznie zmodyfikowana w porównaniu z egzemplarzami seryjnymi.
W przeszłości dominowały w rajdzie samochody głównie europejskich producentów, takie jak Land Rover, Range Rover, Mercedes-Benz (Klasa G) i Pinzgauer. Pozostali producenci wystawiali poważnie zmodyfikowane konstrukcje (Citroën, Porsche, a nawet Rolls-Royce). W roku 2002 dominowały takie auta jak Mitsubishi (Pajero/Montero), Nissan i Hyundai. Francuz Jean-Louis Schlesser zaprojektował i zbudował serię buggy, na których kilkakrotnie wygrywał rajd.
Wśród ciężarówek występują Kamaz, Tatra, MAZ, Iveco, Hino, MAN, DAF oraz Mercedes-Benz (Unimog).
Najpopularniejszą (i zajmującą czołowe pozycje) marką wśród motocykli jest KTM. BMW produkowało dawniej motocykl enduro nazwany „Dakar”, ale ze względu na dominację KTM wycofało się z zawodów. W rajdzie biorą udział również motocykle Yamaha.

## Lista zwycięzców
| Rok  | Samochody                              | Samochody                 | Motocykle            | Motocykle                     | Ciężarówki                                           | Ciężarówki              | Quady                | Quady              | SSV (T4)                                              | SSV (T4)                 | Challanger (T3)                           | Challanger (T3) |
| Rok  | Załoga                                 | Marka                     | Kierowca             | Marka                         | Załoga                                               | Marka                   | Kierowca             | Marka              | Załoga                                                | Marka                    | Załoga                                    | Marka           |
| 2025 | Yazeed Al-Rajhi Timo Gottschalk        | Toyota Hilux Overdrive    | Daniel Sanders       | KTM 450 Rally Factory         | Martin Macik Frantisek Tomasek David Svanda          | MM Technology Powerstar |                      |                    | Brock Heger Max Eddy                                  | Polaris RZR PRO R        | Nicolas Cavigliasso Valentina Pertegalini | Taurus T3 Max   |
| 2024 | Carlos Sainz Lucas Cruz                | Audi RS Q e-tron E2       | Ricky Brabec         | Honda CRF 450 Rally           | Martin Macik Frantisek Tomasek David Svanda          | Iveco PowerStar         | Manuel Andujar       | Yamaha Raptor 700R | Xavier de Soultrait Martin Bonnet                     | Polaris RZR PRO R        | Cristina Gutierrez Pablo Moreno           | Taurus T3 Max   |
| 2023 | Nasser Al-Attiyah Mathieu Baumel       | Toyota GR DKR Hilux       | Kevin Benavides      | KTM 450 Rally                 | Janus van Kasteren Dariusz Rodewald Marcel Snijders  | Iveco PowerStar         | Alexandre Giroud     | Yamaha Raptor 700  | Eryk Goczał Oriol Mena                                | Can-Am Maverick XRS      |                                           |                 |
| 2022 | Nasser Al-Attiyah Mathieu Baumel       | Toyota GR DKR Hilux       | Sam Sunderland       | Gas Gas 450 Rally             | Dmitry Sotnikov Ruslan Akhamadeev Ilgiz Akhmetzianov | Kamaz 435091            | Alexandre Giroud     | Yamaha YFZ 700     | Austin Jones Gustavo Gugelmin                         | Can-Am Maverick XRS      |                                           |                 |
| 2021 | Stephane Peterhansel Edouard Boulanger | John Copper Works Buggy   | Kevin Benavides      | Honda CRF 450 Rally           | Dmitry Sotnikov Ruslan Akhamadeev Ilgiz Akhmetzianov | Kamaz 43509             | Manuel Andujar       | Yamaha Raptor 700R | Francisco López Contardo Juan Pablo Latrach Vinagre   | Can-Am XRS               |                                           |                 |
| 2020 | Carlos Sainz Lucas Cruz                | John Copper Works Buggy   | Ricky Brabec         | Honda CRF 450 Rally           | Andriej Karginow Andriej Mokiejew Igor Leonow        | Kamaz 43509             | Ignacio Casale       | Yamaha Raptor 700  | Casey Currie Sean Berriman                            | Can-Am Maverick          |                                           |                 |
| 2019 | Nasser Al-Attiyah Matthieu Baumel      | Toyota Hilux Dakar        | Toby Price           | KTM 450 Rally                 | Eduard Nikołajew Jewgienij Jakowlew Władimir Rybakow | Kamaz 43509             | Nicolas Cavigliasso  | Yamaha             | Francisco López Contardo Alvaro Juan Leon Quintanilla | Cam-Am                   |                                           |                 |
| 2018 | Carlos Sainz Lucas Cruz                | Peugeot 3008 DKR Maxi     | Matthias Walkner     | KTM 450 Rally Replica         | Eduard Nikołajew Jewgienij Jakowlew Władimir Rybakow | Kamaz 4326              | Ignacio Casale       | Yamaha Raptor 700  | Reinaldo Varela Gustavo Gugelmin                      | Can-Am Maverick X3 Turbo |                                           |                 |
| 2017 | Stephane Peterhansel Jean Paul Cottret | Peugeot 3008 DKR          | Sam Sunderland       | KTM 450 Rallye                | Eduard Nikołajew Jewgienij Jakowlew Władimir Rybakow | Kamaz 4326              | Siergiej Karjakin    | Yamaha Raptor 700  | Leandro Torres Lourival Roldan                        | Polaris RZR 1000 XP      |                                           |                 |
| 2016 | Stephane Peterhansel Jean Paul Cottret | Peugeot 2008 DKR          | Toby Price           | KTM 450 Rallye                | Gerard de Rooy Moises Torrallardona Dariusz Rodewald | Iveco PowerStar         | Marcos Patronelli    | Yamaha             |                                                       |                          |                                           |                 |
| 2015 | Nasir al-Atijja Matthieu Baumel        | Mini All4 Racing          | Marc Coma            | KTM 450 Rallye                | Ajrat Mardejew Ajdar Beljajew Dimitrij Swistunow     | KAMAZ 4326              | Rafał Sonik          | Yamaha 700 Raptor  |                                                       |                          |                                           |                 |
| 2014 | Nani Roma Michel Perin                 | Mini All4 Racing          | Marc Coma            | KTM 450 Rallye                | Andriej Karginow Andriej Mokiejew Igor Dewjatkin     | KAMAZ 4326              | Ignacio Casale       | Yamaha 700 Raptor  |                                                       |                          |                                           |                 |
| 2013 | Stephane Peterhansel Jean Paul Cottret | Mini All4 Racing          | Cyril Despres        | KTM 450 Rallye                | Eduard Nikołajew Siergiej Sawostin Władimir Rybakow  | KAMAZ 4326              | Marcos Patronelli    | Yamaha 700 Raptor  |                                                       |                          |                                           |                 |
| 2012 | Stephane Peterhansel Jean Paul Cottret | Mini All4 Racing          | Cyril Despres        | KTM 450 Rally Replica         | Gerard de Rooy Tom Colsoul Dariusz Rodewald          | IVECO Powerstar         | Alejandro Patronelli | Yamaha 700 Raptor  |                                                       |                          |                                           |                 |
| 2011 | Nasir al-Atijja Timo Gottschalk        | Volkswagen Race Touareg 3 | Marc Coma            | KTM 450 Rally Factory Replica | Władimir Czagin Siergiej Sawostin Ildar Szajsułtanow | KAMAZ 4326-9            | Alejandro Patronelli | Yamaha 700 Raptor  |                                                       |                          |                                           |                 |
| 2010 | Carlos Sainz Lucas Cruz                | Volkswagen Touareg        | Cyril Despres        | KTM 690 Rally Replica         | Władimir Czagin Siergiej Sawostin Eduard Nikołajew   | KAMAZ 4326-9            | Marcos Patronelli    | Yamaha 700 Raptor  |                                                       |                          |                                           |                 |
| 2009 | Giniel de Villiers Dirk von Zitzewitz  | Volkswagen Touareg        | Marc Coma            | KTM 690 RALLYE                | Firdaus Kabirow Ajdar Bielajew Andriej Mokiejew      | KAMAZ 4326-9            | Josef Machacek       | Yamaha 700 Raptor  |                                                       |                          |                                           |                 |
| 2008 | ODWOŁANY                               | ODWOŁANY                  | ODWOŁANY             | ODWOŁANY                      | ODWOŁANY                                             | ODWOŁANY                | ODWOŁANY             | ODWOŁANY           |                                                       |                          |                                           |                 |
| 2007 | Stephane Peterhansel Jean-Paul Cottret | Mitsubishi Pajero         | Cyril Despres        | KTM 690 Rally                 | Hans Stacey                                          | MAN TGA                 | brak udziału         | brak udziału       |                                                       |                          |                                           |                 |
| 2006 | Luc Alphand Gilles Picard              | Mitsubishi Pajero         | Marc Coma            | KTM LC4 660R                  | Władimir Czagin                                      | Kamaz                   | brak udziału         | brak udziału       |                                                       |                          |                                           |                 |
| 2005 | Stephane Peterhansel Jean-Paul Cottret | Mitsubishi Pajero         | Cyril Despres        | KTM LC4 660R                  | Firdaus Kabirow                                      | Kamaz                   | brak udziału         | brak udziału       |                                                       |                          |                                           |                 |
| 2004 | Stephane Peterhansel Jean-Paul Cottret | Mitsubishi Pajero         | Nani Roma            | KTM LC4 660R                  | Władimir Czagin                                      | Kamaz                   | brak udziału         | brak udziału       |                                                       |                          |                                           |                 |
| 2003 | Hiro Masuoka Andreas Schulz            | Mitsubishi Pajero         | Richard Sainct       | KTM LC4 660R                  | Władimir Czagin                                      | Kamaz                   | brak udziału         | brak udziału       |                                                       |                          |                                           |                 |
| 2002 | Hiro Masuoka Pascal Maimon             | Mitsubishi Pajero         | Fabrizio Meoni       | KTM LC8 950R                  | Władimir Czagin                                      | Kamaz                   | brak udziału         | brak udziału       |                                                       |                          |                                           |                 |
| 2001 | Jutta Kleinschmidt Andreas Schulz      | Mitsubishi Pajero         | Fabrizio Meoni       | KTM LC4 660R                  | Karel Loprais                                        | Tatra                   | brak udziału         | brak udziału       |                                                       |                          |                                           |                 |
| 2000 | Jean-Louis Schlesser Henri Magne       | Schlesser-Renault Buggy   | Richard Sainct       | BMW F650RR                    | Władimir Czagin                                      | Kamaz                   | brak udziału         | brak udziału       |                                                       |                          |                                           |                 |
| 1999 | Jean-Louis Schlesser Philippe Monnet   | Schlesser-Renault Buggy   | Richard Sainct       | BMW F650RR                    | Karel Loprais                                        | Tatra                   | brak udziału         | brak udziału       |                                                       |                          |                                           |                 |
| 1998 | Jean-Pierre Fontenay Gilles Picard     | Mitsubishi Pajero         | Stephane Peterhansel | Yamaha YZE850T                | Karel Loprais                                        | Tatra                   | brak udziału         | brak udziału       |                                                       |                          |                                           |                 |
| 1997 | Kenjiro Shinozuka Henri Magne          | Mitsubishi Pajero         | Stephane Peterhansel | Yamaha YZE850T                | Peter Reif                                           | Hino                    | brak udziału         | brak udziału       |                                                       |                          |                                           |                 |
| 1996 | Pierre Lartigue Michel Perin           | Citroën ZX                | Edi Orioli           | Yamaha YZE850T                | Viktor Moskovskikh                                   | Kamaz                   | brak udziału         | brak udziału       |                                                       |                          |                                           |                 |
| 1995 | Pierre Lartigue Michel Perin           | Citroën ZX                | Stephane Peterhansel | Yamaha YZE850T                | Karel Loprais                                        | Tatra                   | brak udziału         | brak udziału       |                                                       |                          |                                           |                 |
| 1994 | Pierre Lartigue Michel Perin           | Citroën ZX                | Edi Orioli           | Cagiva Elefant 900            | Karel Loprais                                        | Tatra                   | brak udziału         | brak udziału       |                                                       |                          |                                           |                 |
| 1993 | Bruno Saby Dominique Seriyes           | Mitsubishi Pajero         | Stephane Peterhansel | Yamaha YZE750T                | Francesco Perlini                                    | Perlini                 | brak udziału         | brak udziału       |                                                       |                          |                                           |                 |
| 1992 | Hubert Auriol Philippe Monnet          | Mitsubishi Pajero         | Stephane Peterhansel | Yamaha YZE750T                | Francesco Perlini                                    | Perlini                 | brak udziału         | brak udziału       |                                                       |                          |                                           |                 |
| 1991 | Ari Vatanen Bruno Berglund             | Citroën ZX                | Stephane Peterhansel | Yamaha YZE750T                | Jacques Houssat                                      | Perlini                 | brak udziału         | brak udziału       |                                                       |                          |                                           |                 |
| 1990 | Ari Vatanen Bruno Berglund             | Peugeot 405 T16           | Edi Orioli           | Cagiva Elefant 900            | Villa                                                | Perlini                 | brak udziału         | brak udziału       |                                                       |                          |                                           |                 |
| 1989 | Ari Vatanen Bruno Berglund             | Peugeot 205 T16           | Gilles Lalay         | Honda NXR800V                 | brak udziału                                         | brak udziału            | brak udziału         | brak udziału       |                                                       |                          |                                           |                 |
| 1988 | Juha Kankkunen Juha Piironen           | Peugeot 205 T16           | Edi Orioli           | Honda NXR800V                 | Karel Loprais                                        | Tatra                   | brak udziału         | brak udziału       |                                                       |                          |                                           |                 |
| 1987 | Ari Vatanen Bernard Giroux             | Peugeot 205 T16           | Cyril Neveu          | Honda NXR750V                 | Jan de Rooy                                          | DAF                     | brak udziału         | brak udziału       |                                                       |                          |                                           |                 |
| 1986 | René Metge Dominique Lemoyne           | Porsche 959               | Cyril Neveu          | Honda NXR750V                 | Giacomo Vismara                                      | Mercedes-Benz           | brak udziału         | brak udziału       |                                                       |                          |                                           |                 |
| 1985 | Patrick Zaniroli Jean Da Silva         | Mitsubishi Pajero         | Gaston Rahier        | BMW GS980R                    | Pierre Lalleu                                        | Mercedes-Benz           | brak udziału         | brak udziału       |                                                       |                          |                                           |                 |
| 1984 | René Metge Dominique Lemoyne           | Porsche 911               | Gaston Rahier        | BMW GS980R                    | Pierre Lalleu                                        | Mercedes-Benz           | brak udziału         | brak udziału       |                                                       |                          |                                           |                 |
| 1983 | Jacky Ickx Claude Brasseur             | Mercedes 280 G            | Hubert Auriol        | BMW GS980R                    | Georges Groine                                       | Mercedes-Benz           | brak udziału         | brak udziału       |                                                       |                          |                                           |                 |
| 1982 | Claude Marreau Bernard Marreau         | Renault 20                | Cyril Neveu          | Honda XR550                   | Georges Groine                                       | Mercedes-Benz           | brak udziału         | brak udziału       |                                                       |                          |                                           |                 |
| 1981 | René Metge Bernard Giroux              | Range Rover               | Hubert Auriol        | BMW GS800R                    | Adrien Villette                                      | ALM/ACMAT               | brak udziału         | brak udziału       |                                                       |                          |                                           |                 |
| 1980 | Freddy Kottulinsky Gerd Löffelmann     | Volkswagen Iltis          | Cyril Neveu          | Yamaha XT 500                 | Zohra Ataouat                                        | Sonacome                | brak udziału         | brak udziału       |                                                       |                          |                                           |                 |
| 1979 | Alain Génestier Joseph Terbiaut        | Range Rover               | Cyril Neveu          | Yamaha XT 500                 | brak udziału                                         | brak udziału            | brak udziału         | brak udziału       |                                                       |                          |                                           |                 |

## Wypadki
Według obliczeń agencji AFP, w organizowanym od 1979 roku rajdzie zginęły do tej pory 54 osoby, w tym 19 uczestników.
W 1979 roku francuski motocyklista Patrick Dodin zginął w okolicach Agadeszu.
W 1982 roku Mark Thatcher, syn brytyjskiej premier Margaret Thatcher, zaginął na pustyni razem ze swoim pilotem i mechanikiem. Cała trójka została odnaleziona po sześciu dniach cała i zdrowa.
W 1982 roku Holender Bert Oosterhuis, jadący Yamahą, zmarł w wyniku obrażeń doznanych podczas upadku.
W 1983 roku motocyklista Francuz Jean-Noel Pineau, zginął na bardzo szybkim, utwardzonym odcinku trasy w pobliżu Wagadugu.
W 1986 roku na terenie Francji, w pobliżu Sete zginął, potrącony przez samochód na trasie dojazdowej, japoński motocyklista Yasuo Kaneko.
W 1986 roku organizator rajdu Thierry Sabine zginął w wypadku helikoptera.
W 1988 roku Holender Kees Van Loevezijn, nawigator załogi ciężarówki DAF zginął, gdy wypadł z kabiny.
W 1988 roku Francuz Patrick Canado, pilot załogi samochodu terenowego, poniósł śmierć w kolizji z innym autem biorącym udział w rajdzie.
W 1991 roku Francuz Charles Cabannes, kierowca ciężarówki serwisowej, został śmiertelnie postrzelony na terenie Mali.
W 1992 roku koło Sabhy w Libii Francuzi Jean-Marie Sounillac i Laurent Le Bourgeois zginęli w kraksie samochodu serwisowego.
W 1992 roku francuski motocyklista Gilles Lalay odniósł śmiertelne obrażenia w kolizji z autem ekipy medycznej rajdu, na trasie dojazdowej.
W 1994 roku motocyklista belgijski Michel Sansen zginął w wypadku na trasie dojazdowej.
W 1996 roku na trasie z Foum El Hassan do Smara Francuz Laurent Gueguen zginął w wyniku eksplozji swej ciężarówki.
W 1997 roku motocyklista-amator Francuz Jean-Pierre Leduc zginął na trasie na terenie Mali.
W 2002 roku Francuz Daniel Vergnes, główny mechanik zespołu Toyoty, poniósł śmierć w wypadku drogowym na trasie dojazdowej w Mauretanii.
W 2003 roku pilot załogi Toyoty, 48-letni Francuz Bruno Cauvy zginął w kraksie na trasie dziesiątego etapu rajdu.
W 2005 roku hiszpański motocyklista Jose Manuel Perez zmarł po czterech dniach od upadku na trasie siódmego etapu.
W 2005 roku dwukrotny zwycięzca rajdu, Włoski motocyklista Fabrizio Meoni zmarł w wieku 47 lat w wyniku zatrzymania akcji serca, podczas 11 etapu.
W 2006 roku na trasie zginął motocyklista Andy Caldecott z Australii. Zajmował wysokie miejsce w klasyfikacji generalnej. Zginął w wyniku upadku na 250 kilometrze dziewiątego etapu, prowadzącego z Nawakszut do Kiffy w Mauretanii.
W 2007 roku w wypadku na trasie 4 etapu zginął 29-letni motocyklista z RPA Emer Symons. Zawodnik debiutował w tej imprezie.
W 2007 roku podczas 14. etapu zmarł tuż przed metą na atak serca francuski motocyklista Eric Aubijoux.
W 2009 roku francuski motocyklista Pascal Terry zaginął podczas 2 etapu i nie można było z nim uzyskać kontaktu. Ciało sportowca odnaleziono na trasie jednego z etapów z Santa Rosa do Puerto Madryn w Argentynie w nocy z 6 na 7 stycznia w odległości 15 metrów od swojego motocykla. Przyczyną śmierci motocyklisty był obrzęk płuc, który doprowadził do zatrzymania pracy serca.
W 2009 roku ciężarówka wioząca ogumienie dla uczestników rajdu zderzyła się czołowo z innym pojazdem, którego dwóch pasażerów zginęło na miejscu. Do wypadku doszło pod miejscowością Peyerreyes, około 400 km na północ od stolicy Chile – Santiago, na trasie dziewiątego etapu.
W 2010 roku zmarła 28-letnia kobieta, która doznała obrażeń po tym, jak samochód niemieckiego kierowcy Mirco Schultisa wpadł w pobliżu Cordoby w tłum kibiców na trasie pierwszego etapu 32. Rajdu Dakar.
W 2012 roku argentyński motocyklista Jorge Martinez Boero w wyniku utracenia kontroli nad pojazdem przewrócił się. Pomimo błyskawicznej reanimacji nie udało się go uratować. Później odkryto, że kierowca tuż po katastrofie miał atak serca. Następnego dnia inny motocyklista – Bruno da Costa wjechał w byka. Zwierzę zginęło na miejscu, motocyklista trafił do szpitala.
W 2015 roku podczas trzeciego etapu rajdu śmierć, w wyniku przegrzania organizmu, poniósł polski motocyklista Michał Hernik. Stało się to na 206 km trasy z San Juan do Chilecito, 14 km przed metą, został znaleziony 300 metrów od trasy rajdu.
W 2020 roku Paulo Gonçalves na 276. kilometrze siódmego etapu w wyniku wypadku i poniesionych obrażeń poniósł śmierć.
Na 11 odcinku specjalnym wypadek miał Holenderski motocyklista, Edwin Straver. Zawodnik przewrócił się przy prędkości około 50 km/h i doznał złamania kręgu szyjnego. Dzięki reanimacji po 10 minutach udało się przywrócić funkcje życiowe. Straver w stanie krytycznym trafił od szpitala w Rijadzie, a następnie został przetransportowany do Holandii. Ze względu na rozległe uszkodzenia mózgu, 24 stycznia rodzina zadecydowała o odłączeniu go od aparatury podtrzymującej życie.

## Polacy w rajdzie
| Uczestnicy ostatniego rajdu      |
| Piloci                           |
| Najlepsze miejsce w danej klasie |

| Kierowca                | Rok  | Pojazd                            | Kategoria  | Miejsce na mecie              |
| ----------------------- | ---- | --------------------------------- | ---------- | ----------------------------- |
| Bartłomiej Tabin        | 2025 | Husqvarna 450 Rally               | motocykle  | 49/39-Rally2 2-Veteran Trophy |
| Bartłomiej Tabin        | 2024 | Husqvarna 450 Rally               | motocykle  | 55/39-Rally2 5-Veteran trophy |
| Adam Małysz             | 2015 | SMG Buggy                         | samochody  | nie ukończył (2 etap)         |
| Adam Małysz             | 2014 | Toyota Hilux                      | samochody  | 13                            |
| Adam Małysz             | 2013 | Toyota Hilux                      | samochody  | 15                            |
| Adam Małysz             | 2012 | Mitsubishi Pajero                 | samochody  | 37                            |
| Aleksander Sachanbiński | 2010 | TOYOTA KDJ120                     | samochody  | dyskwalifikacja (3 etap)      |
| Aleksander Sachanbiński | 2009 | Land Rover TOM CAT                | samochody  | nie ukończył (1 etap)         |
| Albert Gryszczuk        | 2012 | Mitsubishi Pajero                 | samochody  | nie ukończył (11 etap)        |
| Albert Gryszczuk        | 2007 | Land Rover                        | samochody  | 95                            |
| Andrzej Dziurka         | 2001 | Toyota                            | samochody  | 35                            |
| Arkadiusz Rabiega       | 2010 | TOYOTA KDJ120                     | samochody  | dyskwalifikacja (3 etap)      |
| Arkadiusz Rabiega       | 2009 | Land Rover TOM CAT                | samochody  | nie ukończył (1 etap)         |
| Bartłomiej Boba         | 2014 | Mitsubishi Pajero                 | samochody  | nie ukończył                  |
| Dariusz Rodewald        | 2023 | IVECO Powerstar                   | ciężarówki | 1                             |
| Dariusz Rodewald        | 2016 | IVECO Powerstar                   | ciężarówki | 1                             |
| Dariusz Rodewald        | 2012 | IVECO Powerstar                   | ciężarówki | 1                             |
| Dariusz Rodewald        | 2011 | IVECO Trakker EVO II              | ciężarówki | nie ukończył (1 etap)         |
| Dariusz Rodewald        | 2010 | IVECO Trakker EVO II              | ciężarówki | nie ukończył (12 etap)        |
| Dariusz Piątek          | 2000 | KTM LC4-E 660                     | motocykle  |                               |
| Jakub Piątek            | 2015 | KTM EXC450F                       | motocykle  | nie ukończył (8 etap)         |
| Dariusz Żyła            | 2013 |                                   | samochody  | 73                            |
| Grzegorz Baran          | 2012 | MAN TGA480                        | ciężarówki | 36                            |
| Grzegorz Baran          | 2011 | MAN TGS 18.480                    | ciężarówki | 25                            |
| Grzegorz Baran          | 2010 | MAN TGS 18.480                    | ciężarówki | 20                            |
| Grzegorz Baran          | 2009 | MAN TGS 18.480                    | ciężarówki | nie ukończył (9 etap)         |
| Grzegorz Baran          | 2004 | Mercedes                          | ciężarówki | 28                            |
| Grzegorz Czarnecki      | 2014 | Mitsubishi Pajero                 | samochody  | nie ukończył                  |
| Grzegorz Simon          | 2009 | MAN TGS 18.480                    | ciężarówki | nie ukończył (9 etap)         |
| Izabela Szwagrzyk       | 2009 | MAN TGS 18.480                    | ciężarówki | nie ukończył (9 etap)         |
| Jacek Czachor           | 2014 | Toyota Hilux                      | samochody  | 7                             |
| Jacek Czachor           | 2013 | KTM 450 Rally Replica             | motocykle  | 22                            |
| Jacek Czachor           | 2012 | KTM 450 Replica                   | motocykle  | 13                            |
| Jacek Czachor           | 2011 | KTM 450 Rally Replica             | motocykle  | 11                            |
| Jacek Czachor           | 2010 | KTM LC4 690 Rally                 | motocykle  | 16                            |
| Jacek Czachor           | 2009 | KTM LC4 660 Rally                 | motocykle  | 20                            |
| Jacek Czachor           | 2007 | KTM LC4 660 Rally                 | motocykle  | 10                            |
| Jacek Czachor           | 2006 | KTM LC4 660 Rally                 | motocykle  | 14                            |
| Jacek Czachor           | 2005 | KTM LC4 660 Rally                 | motocykle  | 12                            |
| Jacek Czachor           | 2004 | KTM LC4 660 Rally                 | motocykle  | 10                            |
| Jacek Czachor           | 2003 | KTM LC4 660 Rally                 | motocykle  | 13                            |
| Jacek Czachor           | 2002 | KTM 660 Rally Replica             | motocykle  | 20                            |
| Jacek Czachor           | 2001 | HONDA XRR 650                     | motocykle  | 24                            |
| Jacek Czachor           | 2000 | YAMAHA WR 400F                    | motocykle  | 46                            |
| Jacek Lisicki           | 2012 | BMW X5 CC                         | samochody  | 52                            |
| Jakub Przygoński        | 2015 | KTM                               | motocykle  | 18                            |
| Jakub Przygoński        | 2014 | KTM                               | motocykle  | 6                             |
| Jakub Przygoński        | 2013 | KTM 450 Replica                   | motocykle  | 11                            |
| Jakub Przygoński        | 2012 | KTM 450 Replica                   | motocykle  | nie ukończył (3 etap)         |
| Jakub Przygoński        | 2010 | KTM LC4 690 Rally                 | motocykle  | 8                             |
| Jakub Przygoński        | 2009 | KTM LC4 660 Rally                 | motocykle  | 11                            |
| Jarosław Kazberuk       | 2014 | Tatra                             | ciężarówki | nie ukończył                  |
| Jarosław Kazberuk       | 2012 | Mercedes Unimog U400              | ciężarówki | 30                            |
| Jarosław Kazberuk       | 2010 | MITSUBISHI Pajero                 | samochody  | 35                            |
| Jarosław Kazberuk       | 2007 | Land Rover                        | samochody  | 95                            |
| Jarosław Kazberuk       | 2003 | Mercedes                          | ciężarówki | 16                            |
| Jarosław Kazberuk       | 2002 | Toyota                            | samochody  | 44                            |
| Józef Cabała            | 2012 | LIAZ 111.154                      | ciężarówki | nie ukończył (5 etap)         |
| Krzysztof Hołowczyc     | 2015 | Mini All4 Racing                  | samochody  | 3                             |
| Krzysztof Hołowczyc     | 2014 | Mini All 4 Racing                 | samochody  | 6                             |
| Krzysztof Hołowczyc     | 2013 | Mini All 4 Racing                 | samochody  | nie ukończył                  |
| Krzysztof Hołowczyc     | 2012 | Mini All 4 Racing                 | samochody  | 9                             |
| Krzysztof Hołowczyc     | 2011 | BMW X3 CC                         | samochody  | 5                             |
| Krzysztof Hołowczyc     | 2010 | Nissan Navara T1 Super Production | samochody  | nie ukończył (9 etap)         |
| Krzysztof Hołowczyc     | 2009 | Nissan Navara T1 Super Production | samochody  | 5                             |
| Krzysztof Hołowczyc     | 2007 | Nissan Navara                     | samochody  | nie ukończył (13 etap)        |
| Krzysztof Hołowczyc     | 2006 | Nissan Pickup                     | samochody  | nie ukończył (4 etap)         |
| Krzysztof Hołowczyc     | 2005 | Mitsubishi Pajero                 | samochody  | 60                            |
| Krzysztof Jarmuż        | 2010 | HONDA CRF 450                     | motocykle  | 27                            |
| Krzysztof Jarmuż        | 2009 | HONDA CRF 450                     | motocykle  | 22                            |
| Łukasz Kędzierski       | 2004 | KTM                               | motocykle  | 38                            |
| Łukasz Komornicki       | 2004 | Mitsubishi                        | samochody  | 14                            |
| Łukasz Komornicki       | 2003 | Mitsubishi Pajero                 | samochody  | nie ukończył                  |
| Łukasz Komornicki       | 2002 | Toyota Land Cruiser               | samochody  | nie ukończył                  |
| Łukasz Łaskawiec        | 2013 | Yamaha Raptor 700                 | quady      | 13                            |
| Łukasz Łaskawiec        | 2012 | Yamaha Raptor 700                 | quady      | wykluczony                    |
| Łukasz Łaskawiec        | 2011 | Yamaha Raptor 700                 | quady      | 3                             |
| Maciej Berdysz          | 2015 |                                   | motocykle  | nie ukończył                  |
| Maciej Dominiak         | 2003 | Jeep Grand Cherokee               | samochody  | nie ukończył (po 7 etapie)    |
| Maciej Majchrzak        | 2003 | Jeep Grand Cherokee               | samochody  | nie ukończył (po 7 etapie)    |
| Maciej Marton           | 2014 | Tatra                             | ciężarówki | nie ukończył                  |
| Maciej Stańco           | 2001 | Toyota Land Cruiser               | samochody  | 35                            |
| Marek Dąbrowski         | 2015 | Toyota Hilux                      | samochody  | 23                            |
| Marek Dąbrowski         | 2014 | Toyota Hilux                      | samochody  | 7                             |
| Marek Dąbrowski         | 2013 | KTM 450 Rally Replica             | motocykle  | 80                            |
| Marek Dąbrowski         | 2012 | KTM 450 Rally Replica             | motocykle  | 29                            |
| Marek Dąbrowski         | 2011 | KTM 690 Rally Replica             | motocykle  | 16                            |
| Marek Dąbrowski         | 2010 | KTM LC4 690 Rally                 | motocykle  | 33                            |
| Marek Dąbrowski         | 2009 | KTM LC4 660 Rally                 | motocykle  | nie ukończył (5 etap)         |
| Marek Dąbrowski         | 2007 | KTM LC4 660 Rally                 | motocykle  | 24                            |
| Marek Dąbrowski         | 2006 | KTM LC4 660 Rally                 | motocykle  | nie ukończył (5 etap)         |
| Marek Dąbrowski         | 2005 | KTM LC4 660 Rally                 | motocykle  | 11                            |
| Marek Dąbrowski         | 2003 | KTM LC4 660 Rally                 | motocykle  | 9                             |
| Marek Dąbrowski         | 2002 | KTM 660 Rally Replica             | motocykle  | 21                            |
| Marek Dąbrowski         | 2001 | Honda XR 650                      | motocykle  | nie ukończył (10 etap)        |
| Marek Dąbrowski         | 2000 | YAMAHA WR 400F                    | motocykle  | 52                            |
| Martin Kaczmarski       | 2014 | Mini All 4 Racing                 | samochody  | 9                             |
| Martyna Wojciechowska   | 2002 | Toyota                            | samochody  | 44                            |
| Michał Hernik           | 2015 |                                   | motocykle  | nie ukończył                  |
| Michał Krawczyk         | 2012 | Mitsubishi Pajero                 | samochody  | nie ukończył (12 etap)        |
| Paweł Grot              | 2014 | MAN TG 4x4                        | ciężarówki |                               |
| Paweł Stasiaczek        | 2015 |                                   | motocykle  | nie ukończył                  |
| Paweł Zborowski         | 2010 | MAN TGS 18.480                    | ciężarówki | 20                            |
| Piotr Beaupre           | 2012 | BMW X5 CC                         | samochody  | 52                            |
| Piotr Więckowski        | 2000 | KTM LC4-E 660                     | motocykle  |                               |
| Rafał Marton            | 2015 | SMG Buggy                         | samochody  | nie ukończył                  |
| Rafał Marton            | 2014 | Toyota Hilux                      | samochody  | 13                            |
| Rafał Marton            | 2013 | Toyota Hilux                      | samochody  | 15                            |
| Rafał Marton            | 2012 | Mitsubishi Pajero                 | samochody  | 37                            |
| Rafał Marton            | 2011 | MAN TGS 18.480                    | ciężarówki | 25                            |
| Rafał Marton            | 2010 | MAN TGS 18.480                    | ciężarówki | 20                            |
| Rafał Marton            | 2007 | Mercedes Unimog                   | ciężarówki | nie ukończył                  |
| Rafał Marton            | 2004 | Mitsubishi                        | samochody  | 14                            |
| Rafał Marton            | 2003 | Mitsubishi Pajero                 | samochody  | nie ukończył                  |
| Rafał Marton            | 2002 | Toyota Land Cruiser               | samochody  | nie ukończył                  |
| Rafał Sonik             | 2015 | Yamaha Raptor 700                 | quady      | 1                             |
| Rafał Sonik             | 2014 | Yamaha Raptor 700                 | quady      | 2                             |
| Rafał Sonik             | 2013 | Yamaha Raptor 700                 | quady      | 3                             |
| Rafał Sonik             | 2012 | Yamaha Raptor 700                 | quady      | 4                             |
| Rafał Sonik             | 2011 | Yamaha Raptor 1100                | quady      | nie ukończył (1 etap)         |
| Rafał Sonik             | 2010 | Yamaha Raptor 900                 | quady      | 5                             |
| Rafał Sonik             | 2009 | Yamaha Raptor 700                 | quady      | 3                             |
| Robert Jachacy          | 2013 | MAN TG 4x4                        | ciężarówki | 40                            |
| Robert Szustkowski      | 2012 | Mercedes Unimog U400              | ciężarówki | 30                            |
| Robert Szustkowski      | 2010 | MITSUBISHI Pajero                 | samochody  | 35                            |
| Robert Jan Szustkowski  | 2012 | Mercedes Unimog U400              | ciężarówki | 30                            |
| Szymon Ruta             | 2013 | Toyota Hilux                      | samochody  | nie ukończył                  |
| Wojciech Białowąs       | 2012 | MAN TGA480                        | ciężarówki | 36                            |
| Wojciech Rencz          | 2001 | KTM                               | motocykle  | nie ukończył (5 etap)         |

Pozostali Polacy:
- 1987: Jelcz S442 (Adam Chmielewski – Maurizio Arvetti – Paweł Taraszkiewicz), nr startowy 618
- 1987: Jelcz S442 (Feliks Gaca – Roberto Prati – Tadeusz Barbacki), nr startowy 619
- 1988: Jelcz S442 (Feliks Gaca – Roberto Prati – Tadeusz Barbacki), nr startowy 619
- 1988: Jelcz S442 (Jan Kornicki – Adam Chmielewski – Wojciech Pepłowski), nr startowy 618
- 1988: Star 266R[7] (Jerzy Mazur – Julian Obrocki), nr startowy 629
- 1988: Star 266R (Tomasz Sikora – Jerzy Franek), nr startowy 630
- 1990: Land Rover 110 (Tihomir Filipovic - Andrzej Koper) miejsce 77 - pierwszy Polak sklasyfikowany w Rajdzie Paryż - Dakar[8]

### Polacy zwycięzcy
Pierwszym Polakiem zwycięzcą został w 2012 roku Dariusz Rodewald, który jest wielokrotnym zwycięzcą. Zawodnik kategorii ciężarówek, pilot zespołu holenderskiego Petronas Team de Rooy IVECO. Urodzony w Lublińcu, emigrant do Holandii, uczestniczący na holenderskiej licencji rajdowej. Zespół w składzie: Gerard de Rooy NL – kierowca, Dariusz Rodewald NL (PL) – pilot, Tom Colsoul BE – mechanik, zespół ścigał się samochodem IVECO Strator – Torpedo nr wozu 502. Drugim Polakiem zwycięzcą jest Rafał Sonik w kategorii ATV, wygrał w 2015 roku jadąc Yamahą Raptor 700. Trzecim jest Eryk Goczał na UTV, w 2023 roku.

### Polacy w latach 1987–1989
W roku 1987 nastąpił pierwszy start Polaków i polskich samochodów. Były to Jelcze S442. Prolog rajdu w Serge-Pontoise, który został zaliczony do I etapu, obie załogi ukończyły w pierwszej 10 samochodów ciężarowych, tj. załoga z numerem 619 zajęła 10. miejsce, a z numerem 618 zajęła 8. miejsce. Problemy techniczne pojawiły się na II etapie w samochodzie Gacy. Naprawiono usterki, na mecie II etapu załoga Gacy zajęła 37. miejsce. Załoga Chmielewskiego zajęła 42. miejsce. Podczas ostatniego europejskiego, III etapu załogi umiejscowiły się w okolicach 40, z numerem 619 zajęła 37. miejsce, a z numerem 618 zajęła 42. miejsce. Znaczne problemy zaczęły się na początku afrykańskiego odcinka rajdu. Oba samochody uległy poważnemu uszkodzeniu. Najpierw w Jelczu z numerem 619 nastąpiło uszkodzenie pierwszego mostu. Załoga zdecydowała się jechać dalej z napędem wyłącznie na tylną oś. Mimo znacznego opóźnienia udało im się dogonić końcówkę kolumny. Obie załogi dotarły do końca IV etapu, umiejscawiając się na 29 miejscu (nr 618) i 66 miejscu (nr 619). Okazało się, że przedni most uległ uszkodzeniu także w drugim Jelczu. Naprawa w warunkach rajdu okazała się być niemożliwa, wobec tego powzięto decyzję o wycofaniu się z kolejnych etapów. Głównym sponsorem startu (a także startów Polaków w 1988) było francuskie przedsiębiorstwo Commerce International-Technologie Applique w Paryżu (CITA), które zajmowało się zbytem polskich wyrobów spożywczych na rynku afrykańskim. Istniała możliwość wejścia na rynek afrykański samochodów produkowanych przez JZS „Jelcz”. Umowę z CITA podpisano w 1986 roku. CITA zobowiązała się do zapewnienia włoskich pilotów oraz opłacenia kosztów dewizowych od przekroczenia granicy Niemiec Wschodnich z Niemcami Zachodnimi. Start w rajdzie w 1987, podobnie jak rok późniejszy, pozwolił na wprowadzenie do seryjnie produkowanych samochodów ciężarowych licznych zmian i ulepszeń. Start w roku 1987 w 4 dniach rajdu był praktycznym sprawdzianem możliwości, na którego w warunkach laboratoryjnych potrzebowanoby 2 lata.
W roku 1988 Polacy ponownie wzięli udział w rajdzie na samochodach Jelcz. Jelczańskie Zakłady Samochodowe „Jelcz” w Jelczu koło Oławy dokonały wielu udoskonaleń w rajdowych samochodach Jelcz S442. Załogi otrzymały numery startowe takie same jak w roku poprzednim, tj. 618 i 619. Podczas prologu załogi zajęły 36 i 41 miejsce na 115 samochodów ciężarowych. Część europejską oraz I etap afrykański Jelcze pokonały bez przeszkód. II etap afrykański także został ukończony przez obie załogi bez większych przeszkód, lecz z karą za przekroczenie limitu czasu na odcinku specjalnym. Na kolejnym odcinku samochód z numerem 618 uległ poważnemu uszkodzeniu. Pomimo prób nie udało się go przywrócić do jazdy. Pozostał na trasie rajdu, a załoga wycofała się. Załoga w samochodzie z numerem 619 kontynuowała rajd. Kolejny etap (do Tamanrasset) ukończyła jednak ze znacznym opóźnieniem. Załoga teoretycznie mogła jechać dalej, jednak pod warunkiem że do mety dojechałaby w czasie urzędowania komisji startowej. Po uzgodnieniach podjęto decyzję o wycofaniu się z rajdu, zważywszy że umowa pomiędzy Centralą Handlu Zagranicznego „Pol-Mot” a sponsorującą firmą CITA nie przewidywała tzw. honorowej jazdy po czasie kwalifikacji. Po drodze odnaleziono samochód z numerem 618 i zholowano go. Planowano start w rajdzie także w 1989 roku. Oprócz dwóch dotychczasowych samochodów Jelcz S442 (po zmianach) planowano wystawić trzeci, nowy model. Do startu nie doszło z powodu zmiany części przepisów dotyczących rajdu (np. zakaz startu modeli prototypowych), które uniemożliwiły Jelczowi start.

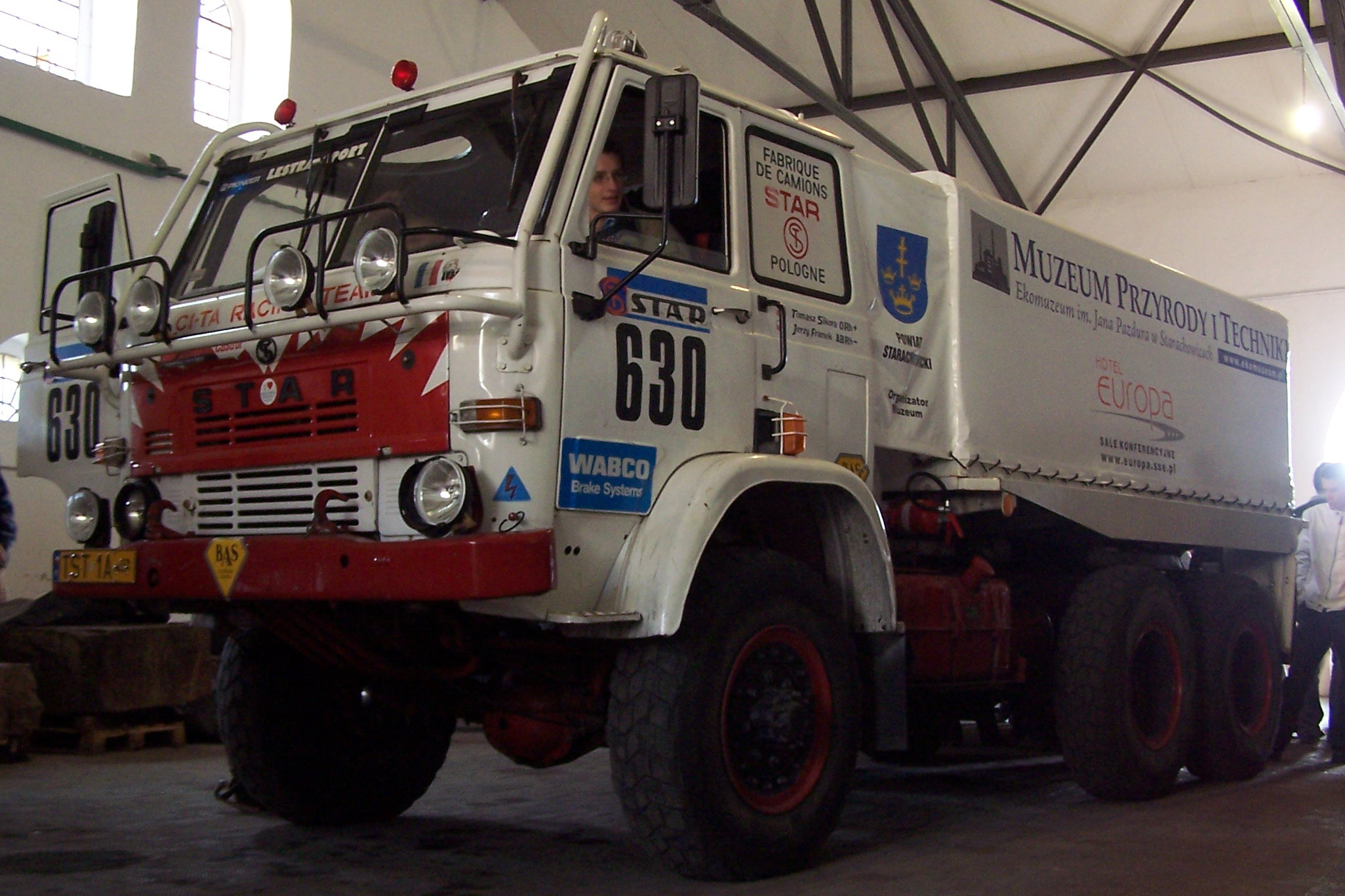
Star 266R który wziął udział w Rajdzie Paryż-Dakar. Eksponat w Muzeum Przyrody i Techniki w Starachowicach

W roku 1988 oprócz załogi Jelcza do rajdu stanęły dwie załogi Stara na samochodach ciężarowych Star 266 w wersji cywilnej, które z uwagi na modyfikacje przystosowawcze do rajdu otrzymały oznaczenie 266R. Załogi dojechały na metę. Jerzy Mazur i Julian Obrocki byli pierwszymi Polakami, którzy dojechali do mety. Początkowo załoga Stara znajdowała się w pierwszej 40 klasyfikacji zawodów. Załogę Jerzego Mazura i Juliana Obrockiego na jednej z prób zatrzymała bardzo duża wydma. 6-godzinnej straty nie udało się nadrobić. Gdyby nie ten przypadek załoga znalazłaby się w czołówce. Ostatecznie załoga dojechała do mety, jednak poza limitem czasowym na opóźnienia i nie została sklasyfikowana. Na 109 samochodów ciężarowych, które stanęły do startu Rajdu Paryż – Dakar 1988, do mety dotarły 22 samochody, w tym 14 poza limitem. Polska załoga w składzie Jerzy Mazur i Julian Obrocki dojechała do mety jako 15, przekraczając limit czasu o kilkanaście minut – ok. 2 godziny. Druga załoga dojechała później i ostatecznie w klasyfikacji generalnej zajęła 39 miejsce. Do mety nie dojechały samochody ciężarowe następujących marek: Mercedes (37), Tatra (11), Liaz (5), Daf (4), Pegaso (4), Renault (4), Iveco (2), Man (2), Perlini (2), Jelcz (2), Ford (1), Magirus (1), Unimog (1), Volkswagen (1). Samochody Star 266R były jak dotąd jedynymi polskimi pojazdami, które dojechały do mety. Wszystko pomimo znacznie mniejszego wsparcia w porównaniu do innych drużyn. W 1989 roku planowano także start, tym razem na dwóch nowych samochodach Star 266c „Unistar” 4x4, jednak nie doszło do tego z powodu kłopotów Fabryki Samochodów Ciężarowych „Star” im. Feliksa Dzierżyńskiego w Starachowicach i zmiany przepisów rajdu.
Samochód Star z numerem startowym 630 jest zachowany jako eksponat w Muzeum Przyrody i Techniki „Ekomuzeum” im. Jana Pazdura w Starachowicach. Los drugiego z samochodów z numerem startowym 629 jest nieznany, prawdopodobne po likwidacji Fabryki Samochodów Ciężarowych został sprzedany. W prywatnym Muzeum Górnictwa i Sportów Motorowych w Wałbrzychu, prowadzonym przez kierowcę Jerzego Mazura, znajduje się replika samochodu z numerem 629 zbudowana na podstawie samochodu wycofanego z Wojsk Lądowych.
Samochody Jelcz zostały sprzedane. W 2016 roku posiadało je prywatne Przedsiębiorstwo Budowlane „Cako” w Polanicy-Zdroju po przeróbkach do innych celów.

## Media
Rajd zyskał dużą popularność w mediach, szczególnie we Francji, gdzie transmisje telewizyjne są bardzo obszerne, z licznymi wejściami na żywo. W Polsce relacje z rajdu prowadzą m.in. Eurosport i TVN.
Rajd Dakar w 2013 roku relację prowadziły:
- Eurosport
- Eurosport 2
- Eurosport
- France 3
- TV5 Monde.

## Sponsorzy
- Total / ELF (koncerny naftowe)
- Euromaster (opony)
- Telefónica